# 马赛歌剧院

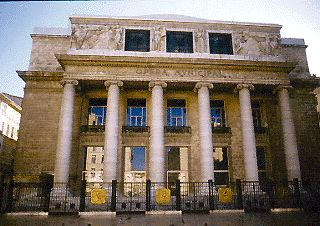
马赛歌剧院

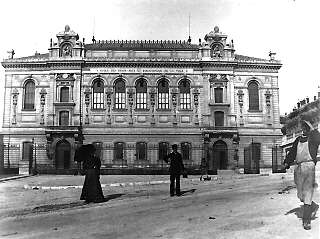
毁于大火的老歌剧院

马赛歌剧院（Opéra municipal de Marseille）是法国马赛的剧院。1685年在网球场成立，使马赛成为继波尔多之后第二个拥有歌剧院的法国城市。但是，第一个真正的剧院，大剧院（Grand-Théâtre）兴建于1787年。在革命之后的富裕时期，这座剧院上演了许多大型歌剧，包括朱塞佩·威尔第的《弄臣》和《游唱诗人》（1860年），和1866年由著名女高音歌唱家阿德利娜·帕蒂演出的《拉美莫尔的露琪亚》和《塞维利亚的理发师》。在这座剧院进行法国首演的重要作品包括《阿依达》(1877)、《西部女郎》（La Fanciulla del West，1912年），以及内莉·梅尔巴演出的昂布鲁瓦·托马作品《哈姆雷特》（1890年）。1919年11月发生火灾，摧毁了18世纪剧院，只留下外壳和一个外部石柱廊。 
目前的马赛市立歌剧院于1924年12月4日开幕，设有1,800座位。 
歌剧院由埃布拉尔，卡斯特尔，和雷蒙德三位建筑师设计，保留了石头柱廊，幸存的原票房位于入口大厅中心，两个楼梯通往豪华的门厅。这里被形容为“装饰艺术圣殿”，巴黎香榭丽舍剧院的“灵魂伴侣”。 
许多著名的当代歌唱家从这歌剧院在法国亮相，其中包括阿弗雷多·克劳斯、普拉西多·多明戈和雷纳塔·史科朵。这个歌剧院的观众有挑剔的名声，特别是那些在最上席的观众。该剧院过去的音乐总监包括亚诺什·弗斯特。